# Drapeau du Mississippi
Depuis le 11 janvier 2021, l'État américain du Mississippi possède un nouveau drapeau officiel. Ce changement fait suite à l'abolition, le 30 juin 2020, du drapeau précédent datant du 23 avril 1894, en conséquence de protestations sur la présence du drapeau de bataille des États confédérés d'Amérique sur le drapeau de l'État. Le nouveau drapeau a été soumis à référendum le 3 novembre 2020, lors de l'Election Day, et a été approuvé par 71,59 % des votants.
L'ancien drapeau était le dernier des drapeaux des États des États-Unis à incorporer le symbole confédéré après le changement du drapeau de la Géorgie en 2003. L'État n'a eu aucun drapeau officiel entre l'abandon de l'ancien et l'officialisation du nouveau, soit pendant environ six mois.

## Serment d'allégeance au drapeau du Mississippi
Le serment d'allégeance au drapeau du Mississippi est le suivant :
« Je salue le drapeau du Mississippi et l'État souverain qu'il représente, fier de son histoire et de ses réalisations et confiant en son avenir sous les conseils de Dieu tout puissant. »

## Histoire

### Premier drapeau
Quand le Mississippi fait sécession de l'Union le 9 janvier 1861, à l'aube de la guerre de Sécession, le Bonnie Blue flag (une seule étoile blanche sur fond bleu, drapeau de l'ancienne république de Floride occidentale) est hissé au-dessus du capitole de l'État du Mississippi à Jackson comme un signe d'indépendance.
Le 26 janvier 1861, les délégués à la convention d'État approuvent le rapport d'un comité spécial ayant été nommé pour concevoir un blason et un drapeau approprié. Le drapeau sélectionné par le comité est une bannière de fond blanc avec un magnolia au centre, un champ bleu dans le coin supérieur gauche avec une étoile blanche au centre (le Bonnie Blue Flag), le drapeau est entouré d'une bordure rouge ainsi que d'une frange rouge à l'extrémité du drapeau. En raison des contraintes de temps et des pressions pour lever " des moyens pour la défense du nouvel État, les délégués négligent l'adoption officielle du drapeau en janvier, reportée lors de la nouvelle assemblée réunie en mars 1861. Ce drapeau du magnolia n'est pas largement utilisé pendant la guerre, au détriment des différents drapeaux confédérés plus fréquemment affichés. Après la fin de la guerre en 1865, une convention constitutionnelle d'État annule un nombre important d'ordonnances et de résolutions adoptées par l'ancienne Convention d'État de 1861, dont l'ordonnance de mars 1861 sur les armoiries et le drapeau de l'État du Mississippi.

Le Bonnie Blue Flag, hissé en janvier 1861 sur le capitole de l’État.
Drapeau civil et drapeau d’État, entre 1861 et 1865.
Variante officieuse commune du drapeau, jusqu'en 1894.

### Second drapeau
Le 7 février 1894, la législature remplace le drapeau officieux du magnolia issu de l'époque de la guerre civile par un nouvel étendard conçu par Edward N. Scudder. Ce drapeau d'État se compose de trois bandes horizontales de même largeur bleue, blanche et rouge, incluant dans son canton supérieur gauche le drapeau de bataille des États confédérés d'Amérique, plus précisément celui de l'armée de Virginie du Nord. Les 13 étoiles sur le drapeau de l'État représentent officiellement « le nombre des États d'origine de l'Union » ; bien que certaines sources indiquent qu'ils symbolisent les États qui se sont séparés de l'Union, auxquels sont ajoutés le Missouri et le Kentucky ayant des gouvernements au sein de l'Union et des États confédérés.

Drapeau de l'État du Mississippi, de 1894 à 1996.
Drapeau de l'État du Mississippi, de 1996 à 2001.
Drapeau de l'État du Mississippi, de 2001 à 2020.

### Troisième drapeau
Rocky Vaughn est l'auteur de la conception générale du drapeau, avec le soutien de Kara Giles, Dominique Pugh et Sue Anna Joe (ayant créé le dessin du magnolia présent au centre).

Proposition du nouveau drapeau du Mississippi, en 2020.

## Projet d'un nouveau drapeau (2001-2020)

### Référendum de 2001

Proposition du nouveau drapeau du Mississippi, en 2001.

En 2000, la Cour suprême du Mississippi statue que la législation de 1906 abroge l'adoption du drapeau de 1894, donc ce qui est considéré comme étant le drapeau officiel l'était seulement par l'habitude et l'usage. Le gouverneur Ronnie Musgrove nomme une commission indépendante qui a pour but de développer un nouveau drapeau, et le 17 avril 2001, un référendum est organisé pour changer le drapeau.
La nouvelle conception propose de remplacer le drapeau de bataille confédéré par un canton bleu avec 20 étoiles. L'anneau extérieur de 13 étoiles représente les Treize colonies, le cercle de 6 étoiles représente les 6 nations qui ont exercé leur souveraineté sur l'État du Mississippi (Nations indiennes, France, Espagne, Grande-Bretagne, les États-Unis, et les États confédérés d'Amérique), et à l'intérieur la plus grosse de toutes les étoiles, celle du Mississippi. Les 20 étoiles représentent le Mississippi comme le 20e État des États-Unis.
Le nouveau drapeau est rejeté dans un vote de 65 % de voix contre et 35 % de voix pour. Le drapeau de 1894 demeure donc le drapeau de l'État du Mississippi.

### Volonté exprimée en 2015
À la suite de la fusillade de l'église de Charleston en Caroline du Sud, en 2015, au cours de laquelle neuf paroissiens noirs d'une église épiscopale méthodiste africaine Emanuel sont tués par le suprémaciste blanc Dylann Roof, de nouveaux appels ont été lancés pour que les États du Sud cessent d'utiliser le drapeau des États confédérés d'Amérique à titre officiel. Cette demande s'étend également au drapeau de l'État du Mississippi : en effet, les huit universités publiques du Mississippi ainsi que plusieurs villes et comtés, dont Biloxi, refusent désormais de hisser le drapeau de l'État tant que l'emblème n'est pas supprimé. Par ailleurs, les États du New Jersey, de l'Oregon et la ville de Philadelphie ne laissent plus flotter ce drapeau parmi les 49 autres représentant chaque État américain ,,,.
Plus de 20 projets de loi liés au drapeau sont présentés à l'Assemblée législative entre 2015 et 2016, certains appelant à un autre référendum à l'échelle de l'État, mais aucun n'a été renvoyé au comité. Un procès fédéral de 2016 alléguant que le drapeau équivaut à un « discours de haine sanctionné par l'État » est rejeté par un tribunal de district et par la cour d'appel des États-Unis de la 5e circonscription,. La Cour suprême des États-Unis refuse également d'entendre l'affaire.

### Drapeau de l'hospitalité

« The Hospitality Flag », proposé par Laurin Stennis en 2014.

Un drapeau alternatif est imaginé en 2014 par l'artiste locale Laurin Stennis, petite-fille de l'ancien sénateur américain John C. Stennis. Sa proposition est à l'origine surnommée « Declare Mississippi », communément intitulé « Stennis flag ». L'objectif de Laurin Stennis est de créer « une image qui capturerait mieux notre histoire et nos espoirs sans nier ou romantiser notre passé  et de se concentrer sur « l'histoire + l'espoir + l'hospitalité ». En juin 2020, Stennis s'est éloignée de l'effort de changer de drapeau, citant les dommages potentiels associés à son nom de famille. Son drapeau est alors renommé « Hospitality flag ».

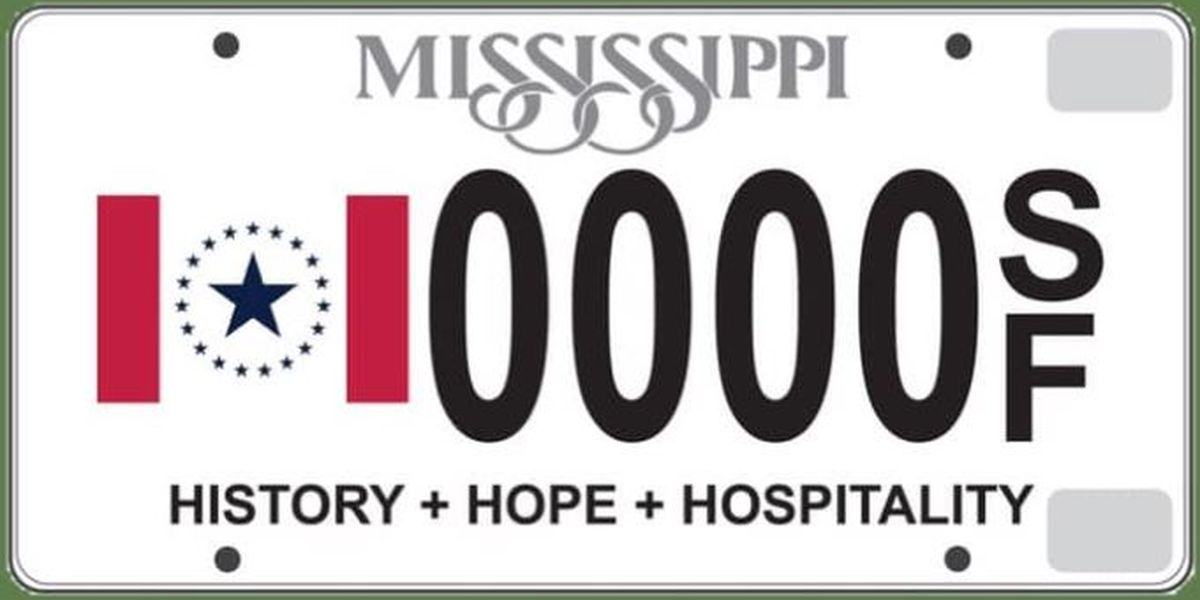
Plaque d'immatriculation du Mississippi mise en vente en 2019 et comprenant le drapeau de l'Hospitalité.

Le drapeau se compose d'une étoile principale bleue sur fond blanc, rappelant le drapeau de Service américain. Celle-ci est entourée de 19 petites étoiles représentant chaque État de l'Union au moment de l'adhésion du Mississippi et symbolisant « l'unité et la continuité » en s'inspirant des artefacts des peuples autochtones de la région. Le champ blanc central représente «la foi et la possibilité» et est flanqué de chaque côté par des barres rouges verticales, représentant « le sang versé par les Mississippiens, qu'ils soient civils ou militaires, qui ont honorablement donné leur vie dans la poursuite de la liberté et de la justice pour tous ». Dans une interview, Stennis déclare que les barres rouges représentent également les « différences passionnées » des Mississippiens sur la question du drapeau.
Depuis sa création, de nombreux projets de loi sont présentés à l'Assemblée législative pour instaurer le drapeau de Stennis, mais jusqu'à présent, aucun n'a été adopté. Le 17 avril 2019, le gouverneur du Mississippi, Phil Bryant, signe un nouveau projet de loi sur les plaques d'immatriculation. L'une d'entre elles comprend le drapeau Stennis avec la phrase « History + Hope + Hospitality ». Il s'agit de la première utilisation de ce projet de drapeau à titre officiel.

### Retrait de l'étendard confédéré
Le 9 juin 2020, les législateurs amorcent la rédaction d'une législation veillant à modifier le drapeau de l'État, ainsi que le recueil de votes potentiels. L'action intervient après des semaines de manifestations nationales liés au meurtre de George Floyd, y compris une manifestation le 6 juin devant la résidence officielle du gouverneur du Mississippi. Il s'agit de la première action substantielle pour changer le drapeau du Mississippi depuis le référendum de 2001. La législation proposée adopterait le projet de Laurin Stennis. Avec le soutien du président républicain de la Chambre, Philip Gunn, les législateurs courtisent les membres du congrès républicain pour voter pour la résolution. Le président Gunn assure qu'il obtiendrait la résolution adoptée par un comité de la Chambre si le soutien verbal de 30 républicains est obtenu pour accompagner les 45 députés démocrates de la Chambre. Une mise à jour du 10 juin révèle que les législateurs pensent avoir obtenu au moins 20 républicains favorables à voter la résolution de nouveau drapeau, tandis que 20 autres ne se prononcent pas. L'objectif des législateurs est d'obtenir au moins 40 républicains pour accompagner les 45 démocrates nécessaires à la suspension des règles pour permettre l'examen d'un projet de loi lors de cette session. Le 11 juin, les démocrates du Sénat déposent une résolution pour faire évoluer le drapeau de l'État.
Le 28 juin 2020, en plein mouvement antiraciste, le Congrès du Mississipi vote le retrait de l'étendard confédéré du drapeau (91 voix pour et 23 contre à la Chambre des représentants du Mississippi, 37 voix pour et 14 contre au Sénat du Mississippi), car celui-ci est souvent considéré ou utilisé comme symbole du racisme ou de l'esclavagisme. Le Mississippi était le dernier État à avoir ce drapeau sur le sien. Les citoyens de l’État doivent se prononcer sur le dessin d'un nouveau drapeau en novembre suivant. Le 30 juin, le gouverneur du Mississippi, Tate Reeves, signe la loi de retrait de l'emblème confédérée du drapeau du Mississippi.

#### Réponse des instances sportives et religieuses
Le 18 juin 2020, Greg Sankey, commissaire de la Southeastern Conference annonce que celle-ci envisagerait d'interdire les championnats du Mississippi jusqu'au changement de drapeau mississippien. La SEC est la conférence sportive des deux plus grandes universités du Mississippi, les Rebels d'Ole Miss et les Bulldogs de Mississippi State. L'annonce est soutenue par le chancelier de l'université du Mississippi (Ole Miss) Glenn Boyce et du président Mark E. Keenum de l'université d'État du Mississippi.

### Remplacement du drapeau
Selon les termes du projet de loi de la Chambre 1796, un organisme connu sous le nom de « Commission pour la refonte du drapeau de l'État du Mississippi » est constitué afin de proposer un projet de nouveau drapeau d'État, au plus tard à la date du 14 septembre 2020. La loi dispose que toute conception proposée par la commission doit inclure les mots « In God We Trust » et ne doit pas contenir le drapeau de bataille confédéré. La commission se compose de neuf membres, dont trois ont été nommés par le président de la Chambre des représentants du Mississippi, trois membres nommés par le secrétaire d'État du Mississippi et trois par le gouverneur. L'ancien juge de la Cour suprême de l'État, Reuben V. Anderson, est élu président de la commission lors de sa première réunion le 22 juillet.
La conception proposée fait ensuite l'objet d'un référendum qui se tient en même temps que l'élection présidentielle américaine le 3 novembre 2020. Si le référendum aboutit à un vote «oui» pour la conception proposée, alors la conception sera officiellement adoptée en tant que nouveau drapeau d'État du Mississippi lors de la prochaine session législative ordinaire. Si le référendum aboutit à un vote «non» pour la conception proposée, la commission se réunira de nouveau et proposera différents modèles. La législation dispose que d'autres référendums peuvent alors avoir lieu le mardi suivant le premier lundi de novembre d'une année au cours de laquelle la commission formule une nouvelle recommandation jusqu'à ce qu'un vote « oui » soit obtenu. Le Mississippi restera sans drapeau d'État officiel jusqu'à ce qu'un nouveau drapeau soit adopté par le biais de ce processus.
La commission invite alors le public à soumettre des idées pour un nouveau drapeau d'État à la mi-juillet 2020. Conformément aux règles imposées par le projet de loi de la Chambre 1796, les dessins ne seraient acceptés que s'ils contenaient les mots « In God We Trust » et n'incluaient pas l'étendard confédéré. La commission ajoute également que les suggestions devraient être uniques et respecter les principes de la North American Vexillological Association, c'est-à-dire que le dessin ne devrait utiliser que deux ou trois couleurs de base, être assez simple pour qu'un enfant puisse le dessiner et avoir un symbolisme significatif. Les candidatures doivent être soumises par courriel ou par courrier et être reçues par la commission au plus tard le 13 août 2020 pour être prises en considération. La date limite est finalement avancée au 1er août pour laisser le temps à la commission de terminer le processus de sélection.
Plus de 2 000 propositions (selon d'autres estimations, ce chiffre est de 2 800, mais quelques-unes ont été répétées à tort) répondant aux critères législatifs ont été réceptionnées puis présentées sur un site web. Chacun des 9 membres de la commission choisi alors 25 drapeaux, ce qui réduit la liste à 147. Alors que le « drapeau de l'hospitalité » modifié ne dépasse pas le premier tour, un « drapeau de moustique » d'apparence similaire le fait brièvement, apparemment en raison d'une erreur typographique du commissaire. Lors d'une réunion du 14 août, la commission annonce avoir sélectionné neuf finalistes. Leurs projets, représentant divers éléments, y compris une représentation du fleuve Mississippi, des magnolias et des étoiles composées de diamants importants pour la tribu Chactas, présentent des couleurs rouge, blanc et bleu ou vert et blanc. La commission révèle ensuite les cinq finalistes lors de sa réunion suivante le 18 août.
Enfin, le 25 août, les deux derniers drapeaux en lice désignés sont le « Great River Flag » conçu par Micah Whitson et le « The New Magnolia » conçu par Rocky Vaughn, Sue Anna Joe, Kara Giles.
Le 2 septembre, la commission vote à 8 contre 1 pour le drapeau New Magnolia, qui sera soumis au référendum le 3 novembre suivant. De légères modifications ont été apportées à la conception originale, notamment en augmentant la taille du texte ainsi que l'épaisseur des barres rouge et or. Le drapeau serait officiellement appelé le « In God We Trust Flag ». Rocky Vaughn est l'auteur de la conception générale du drapeau, avec le soutien de Kara Giles, Dominique Pugh et Sue Anna Joe (ayant créé le dessin du magnolia présent au centre).